# Premier Division 2003 (Irlanda)
L'edizione 2003 della League of Ireland Premier Division è stata vinta per l'undicesima volta dallo Shelbourne.
Il campionato venne disputato da 10 squadre che si affrontarono 4 volte ciascuna, per un totale di 36 giornate: è stato il primo a disputarsi annualmente e non più biennalmente.

## Classifica finale
|  |     | Classifica finale 2003 | Pt | G  | V  | N  | P  | GF | GS | DR  |
|  | --- | ---------------------- | -- | -- | -- | -- | -- | -- | -- | --- |
|  | 1.  | Shelbourne             | 69 | 36 | 19 | 12 | 5  | 52 | 28 | +24 |
|  | 2.  | Bohemians              | 64 | 36 | 18 | 10 | 8  | 58 | 37 | +21 |
|  | 3.  | Cork City              | 54 | 36 | 13 | 14 | 9  | 43 | 33 | +10 |
|  | 4.  | Longford Town          | 48 | 36 | 12 | 12 | 12 | 46 | 44 | +2  |
|  | 5.  | St Patrick's           | 46 | 36 | 10 | 16 | 10 | 48 | 48 | 0   |
|  | 6.  | Waterford United       | 45 | 36 | 11 | 12 | 13 | 44 | 58 | -14 |
|  | 7.  | Shamrock Rovers        | 44 | 36 | 10 | 14 | 12 | 45 | 46 | -1  |
|  | 8.  | Drogheda Utd           | 37 | 36 | 9  | 10 | 17 | 38 | 50 | -12 |
|  | 9.  | Derry City             | 36 | 36 | 7  | 15 | 14 | 33 | 51 | -18 |
|  | 10. | UCD                    | 34 | 36 | 7  | 13 | 16 | 27 | 39 | -12 |

### Verdetti
- Shelbourne campione d'Irlanda 2003.
- Shelbourne ammesso al primo turno preliminare di UEFA Champions League 2004-2005.
- Bohemians e Longford Town[3] ammesse al primo turno preliminare di Coppa UEFA 2004-2005.
- Cork City ammesso al primo turno di Coppa Intertoto 2004.
- UCD retrocesso in FAI First Division.

## Statistiche

### Squadre
- Maggior numero di vittorie:  Shelbourne (19)
- Minor numero di sconfitte:  Shelbourne (5)
- Miglior attacco:  Bohemians (58 gol fatti)
- Miglior difesa:  Shelbourne (28 gol subiti)
- Miglior differenza reti:  Shelbourne (+24)
- Maggior numero di pareggi:  St Patrick's (16)
- Minor numero di pareggi:  Bohemians e  Drogheda Utd (10)
- Maggior numero di sconfitte:  Drogheda Utd (17)
- Minor numero di vittorie:  Derry City e  UCD (7)
- Peggior attacco:  UCD (27 gol fatti)
- Peggior difesa:  Waterford United (58 gol subiti)
- Peggior differenza reti:  Derry City (-18)

### Classifica marcatori
|  | Gol | Marcatore    | Squadra       |
|  | --- | ------------ | ------------- |
|  | 21  | Jason Byrne  | Shelbourne    |
|  | 19  | Glen Crowe   | Bohemians     |
|  | 14  | Tony Bird    | St Patrick's  |
|  | 14  | Andy Myler   | Drogheda Utd  |
|  | 14  | John O'Flynn | Cork City     |
|  | 10  | Sean Francis | Longford Town |